# Larry James
Pour les articles homonymes, voir James.
George Lawrence "Larry" James, né le 6 novembre 1947 et mort d'un cancer le 6 novembre 2008, était un athlète américain et champion olympique spécialiste du 400 m.

## Biographie
Double médaillé des Jeux olympiques d'été de 1968 de Mexico, Larry James a aussi établi plusieurs records du monde durant sa carrière. James a remporté l'argent à Mexico avec un temps de 43 s 97, améliorant le record existant mais étant encore battu par son compatriote Lee Evans (43 s 86). Il remporta également l'or avec le relais 4 × 400 m qui améliora le record du monde en 2 min 56 s 16. Ce record dura jusqu'en 1992.
Lors de ces Jeux de Mexico, il protesta avec les deux autres athlètes présents sur le podium du 400 m contre la ségrégation persistante dans la société américaine, en levant son poing en l'air (symbole de lutte du Black Power).
James a aussi établi le record du 400 m en 44 s 1 en se plaçant deuxième derrière Evans lors des sélections en 1968. Mais le temps d'Evans qui courait avec des pointes non homologuées n'avait pas été reconnu par l'IAAF.

## Palmarès

### Jeux olympiques
- Jeux olympiques de 1968 à Mexico ( Mexique)
  -  Médaille d'argent sur 400 m
  -  Médaille d'or au relais 4 × 400 mètres